# Beta Microscopii
Beta Microscopii (β Microscopii, förkortat Beta Mic, β Mic) som är stjärnans Bayerbeteckning, är en ensam stjärna belägen i den mellersta delen av stjärnbilden Mikroskopet. Den har en skenbar magnitud på 6,04 och är svagt synlig för blotta ögat där ljusföroreningar ej förekommer. Baserat på parallaxmätning inom Hipparcosuppdraget på ca 6,8 mas, beräknas den befinna sig på ett avstånd på ca 480 ljusår (ca 148 parsek) från solen. På det beräknade avståndet minskar dess skenbara magnitud av en skymningsfaktor motsvarande 0,19 enheter på grund av interstellärt stoft.

## Egenskaper
Beta Microscopii är en stjärna i huvudserien av spektralklass A2 Vn där 'n' anger otydliga absorptionslinjer i spektret orsakade av snabb rotation med en projicerad rotationshastighet på 275 km/s. Den har en radie som är ca 2,2 gånger större än solens och utsänder från dess fotosfär ca 66 gånger mera energi än solen vid en effektiv temperatur på ca 8 600 K.